# Hendrik van Minderhout

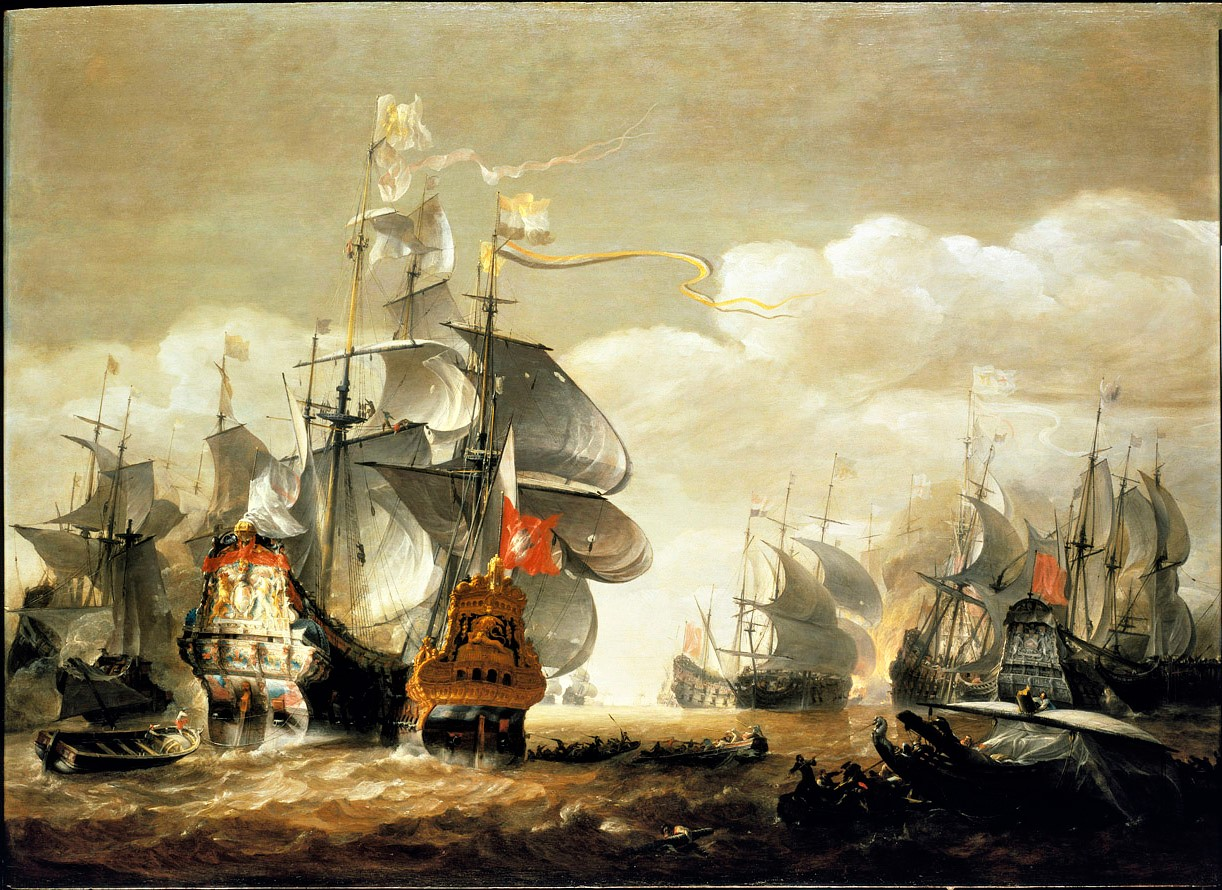
La batalla de Lowestoft, c. 1665.

Hendrik van Minderhout (Róterdam, c. 1630/1632-Amberes, 22 de julio de 1696) fue un pintor holandés de marinas, actividad que desarrolló principalmente en las ciudades de Brujas y Amberes en los Países Bajos del sur. También colaboró con otros pintores flamencos de paisajes y perspectivas agregando las figuras —staffage— a sus composiciones.

## Biografía

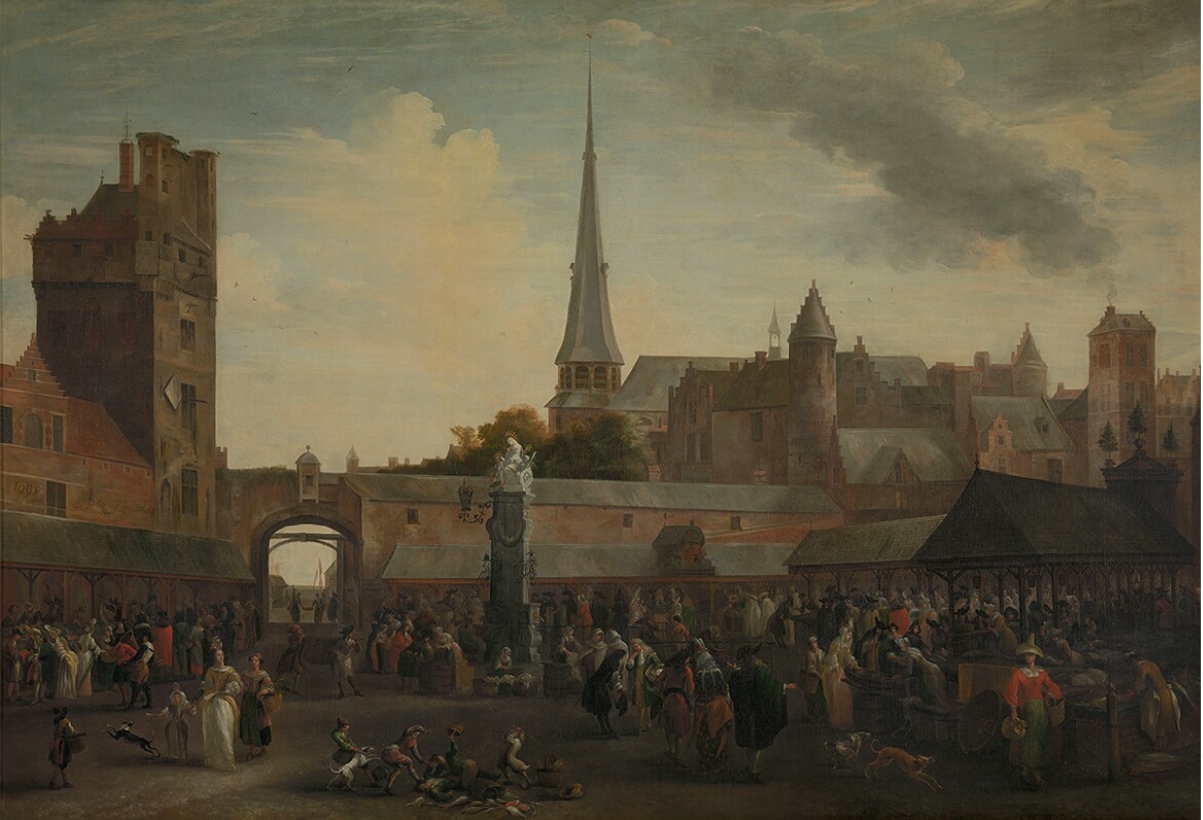
Mercado de pescado en Amberes.

Minderhout nació en Róterdam. Por razones desconocidas, era conocido como el "Caballero Verde de Róterdam". Se mudó a Brujas en 1652. Puede haber pasado un tiempo en Italia en 1653. En 1663, se unió a la guilda de San Lucas de Brujas. Posteriormente, desde 1672 hasta su muerte en 1696, Van Minderhout vivió en Amberes, donde se convirtió en miembro de la guilda local de San Lucas. Regaló un gran lienzo de un puerto oriental a la guilda de Amberes para estar exento de cualquier deber en el gremio. En 1673, se casó con su segunda esposa, Anna-Victoria Claus. La pareja tuvo cinco hijos, de los cuales dos, Antoon van Minderhout (26 de septiembre de 1675-22 de diciembre de 1705) y Willem August van Minderhout (28 de agosto de 1680-31 de junio de 1752), se convirtieron en pintores. Él también fue maestro de Lucas Smout. Falleció en Amberes el 22 de julio de 1696.

## Obras

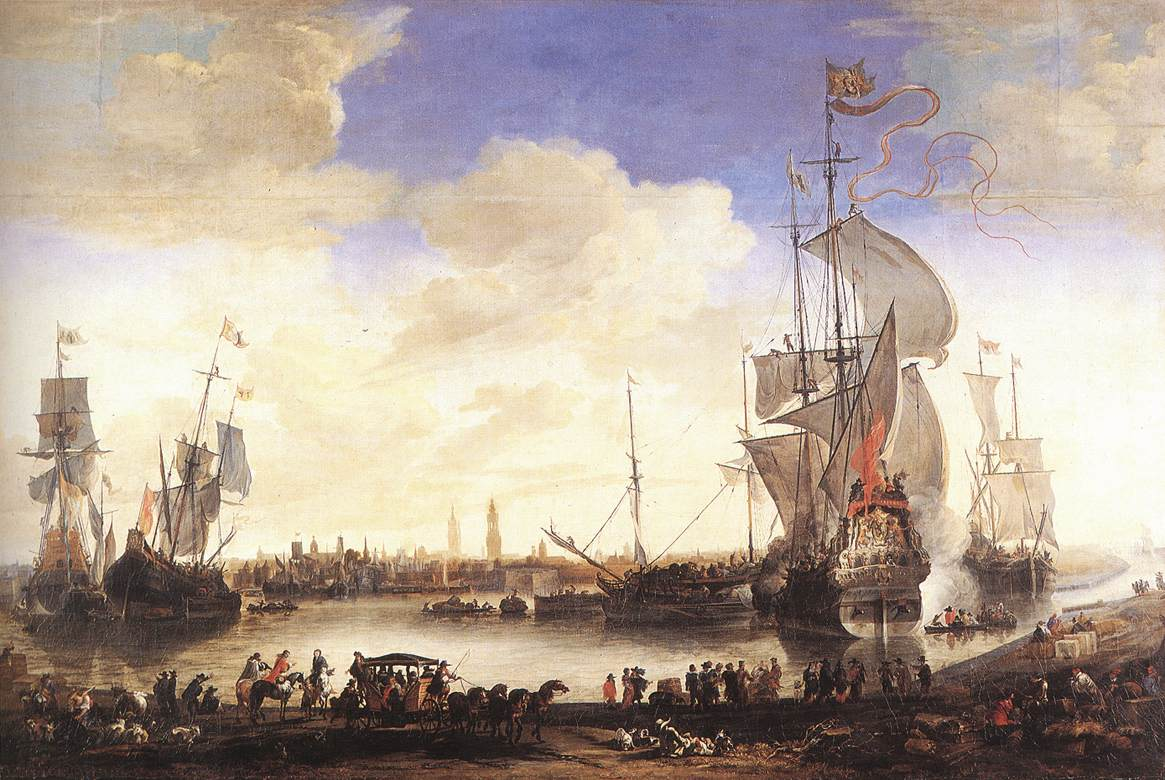
Vista del puerto de Brujas, c. 1665.

Hendrik van Minderhout pintó principalmente grandes vistas de mares, puertos y batallas marinas. Sus temas incluían vistas realistas, como los puertos de Amberes y Brujas, así como vistas imaginarias de los puertos mediterráneos y orientales. Se ha sugerido que la amplia variedad de obras que llevan la firma Hendrik van Minderhout apunta a la existencia de dos artistas del mismo nombre que estuvieron activos al mismo tiempo.
Las marinas de su última etapa son comparables a las del pintor marinista holandés Willem van de Velde el Joven.
Van Minderhout fue apreciado por sus colegas de Amberes como pintor de figuras y se sabe que contribuyó agregando pequeñas figuras a las obras de pintores locales de paisajes y perspectivas, incluidos Wilhelm Schubert van Ehrenberg y Jacob Balthasar Peeters.